# Étienne Chicot
Étienne Chicot (Fécamp, 5 maggio 1949 – Parigi, 7 agosto 2018) è stato un attore francese.

## Filmografia

### Cinema
- Ras le bol, regia di Michel Huisman (1973)
- L'agression, cortometraggio, regia di Frank Cassenti (1973)
- On n'est pas sérieux quand on a 17 ans, regia di Adam Pianko (1974)
- Appuntamento con l'assassino (L'agression), regia di Gérard Pirès (1975)
- La fabbrica degli eroi (Le bon et les méchants), regia di Claude Lelouch (1976)
- Le plein de super, regia di Alain Cavalier (1976)
- Mr. Klein (Monsieur Klein), regia di Joseph Losey (1976)
- La fille d'Amérique, regia di David Newman (1977)
- Dernière sortie avant Roissy, regia di Bernard Paul (1977)
- Ne me touchez pas..., regia di Richard Guillon (1977)
- Un uomo in premio (Le dernier amant romantique), regia di Just Jaeckin (1978)
- La tortue sur le dos, regia di Luc Béraud (1978)
- La barricade du Point du Jour, regia di René Richon (1978)
- Je te tiens, tu me tiens par la barbichette, regia di Jean Yanne (1979)
- Le point douloureux, regia di Marc Bourgeois (1979)
- Guerra tra polizie (La guerre des polices), regia di Robin Davis (1979)
- Girls, regia di Just Jaeckin (1980)
- Una brutta storia (Un mauvais fils), regia di Claude Sautet (1980)
- Asphalte, regia di Denis Amar (1981)
- Helen - Evoluzione di una donna (Une sale affaire), regia di Alain Bonnot (1981)
- Codice d'onore (Le choix des armes), regia di Alain Corneau (1981)
- Per la pelle di un poliziotto (Pour la peau d'un flic), regia di Alain Delon (1981)
- Hôtel des Amériques, regia di André Téchiné (1981)
- Le bourgeois gentilhomme, regia di Roger Coggio (1982)
- Il bersaglio (Le choc), regia di Robin Davis (1982)
- Mia dolce assassina (Mortelle randonnée), regia di Claude Miller (1983)
- Mort un dimanche de pluie, regia di Joël Santoni (1986)
- Il disordine (Désordre), regia di Olivier Assayas (1986)
- Kamikaze, regia di Didier Grousset (1986)
- Osa, regia di Oleg Egorov (1986)
- Les nouveaux tricheurs, regia di Michael Schock (1987)
- Duo solo, regia di Jean-Pierre Delattre (1987)
- Vergine taglia 36 (36 fillette), regia di Catherine Breillat (1988)
- Fréquence meurtre, regia di Élisabeth Rappeneau (1988)
- Après la pluie, regia di Camille de Casabianca (1989)
- L'orchestre rouge, regia di Jacques Rouffio (1989)
- Coreografia di un delitto (Dancing Machine), regia di Gilles Béhat (1990)
- Le vent de la Toussaint, regia di Gilles Béhat (1991)
- Tentazione di Venere (Meeting Venus), regia di István Szabó (1991)
- La nuit de l'océan, regia di Antoine Perset (1992)
- Dieu, que les femmes sont amoureuses..., regia di Magali Clément (1994)
- Furia, regia di Alexandre Aja (1999)
- Innocent, regia di Costa Natsis (1999)
- Les portes de la gloire, regia di Christian Merret-Palmair (2001)
- Entre chiens et loups, regia di Alexandre Arcady (2002)
- Gomez & Tavarès, regia di Gilles Paquet-Brenner (2003)
- À la petite semaine, regia di Sam Karmann (2003)
- Inquiétudes, regia di Gilles Bourdos (2003)
- L'impero dei lupi (L'empire des loups), regia di Chris Nahon (2005)
- Imposture, regia di Patrick Bouchitey (2005)
- Palais royal!, regia di Valérie Lemercier (2005)
- Il Codice Da Vinci (The Da Vinci Code), regia di Ron Howard (2006)
- Écoute le temps, regia di Alante Kavaite (2006)
- L'innocenza del peccato (La Fille coupée en deux) regia di Claude Chabrol (2007)
- Transsiberian, regia di Brad Anderson (2008)
- À l'aventure, regia di Jean-Claude Brisseau (2008)
- La différence, c'est que c'est pas pareil, regia di Pascal Laëthier (2009)
- Comme les cinq doigts de la main, regia di Alexandre Arcady (2010)
- Low Cost, regia di Maurice Barthélémy (2011)
- Case départ, regia di Lionel Steketee (2011)
- A Gang Story (Les Lyonnais), regia di Olivier Marchal (2011)
- Un piano perfetto (Un plan perfect), regia di Pascal Chaumeil (2012)
- Supercondriaco - Ridere fa bene alla salute (Supercondriaque), regia di Dany Boon (2014)
- Le crocodile du Botswanga, regia di Lionel Steketee e Fabrice Eboué (2014)
- On a marché sur Bangkok, regia di Olivier Baroux (2014)
- Hibou, regia di Ramzy Bedia (2016)
- Un sacchetto di biglie (Un sac de billes), regia di Christian Duguay (2017)
- O Matador - L'assassino (O Matador), regia di Marcelo Galvão (2017)

### Televisione
- Au théâtre ce soir - serie TV, 1 episodio (1977)
- Madame le juge - serie TV, 1 episodio (1978)
- Médecins de nuit - serie TV, 4 episodi (1978)
- Pierrot mon ami - film TV (1979)
- Le petit théâtre d'Antenne 2 - serie TV, 1 episodio (1979)
- Quelques hommes de bonne volonté - miniserie TV (1983)
- Cinéma 16 - serie TV, 1 episodio (1984)
- Danger Passion - film TV (1986)
- L'été 36 - film TV (1986)
- Six crimes sans assassins - film TV (1990)
- Eurocops - serie TV, 3 episodi (1990)
- Marie-Galante - miniserie TV, 4 episodi (1992)
- La fièvre monte à El Pao - film TV (1993)
- Chien et chat - serie TV, 1 episodio (1994)
- L'été de Zora - film TV (1994)
- Marie s'en va t-en guerre - film TV (1994)
- Éclats de famille - film TV (1994)
- 3000 scénarios contre un virus - serie TV, 1 episodio (1994)
- Il commissario Maigret (Maigret) - serie TV, 1 episodio (1995)
- L'histoire du samedi - serie TV, 1 episodio (1996)
- Un homme - film TV (1997)
- Une semaine au salon - film TV (1998)
- Il commissario Cordier (Les Cordier, juge et flic) - serie TV, 1 episodio (2000)
- Le p'tit bleu - film TV (2000)
- Commissario Navarro (Navarro) - serie TV, 1 episodio (2003)
- Il commissario Moulin (Commissaire Moulin) - serie TV, 1 episodio (2003)
- Allez la Saussouze! - serie TV (2003)
- Louis la brocante - serie TV, 1 episodio (2004)
- La crim' - serie TV, 1 episodio (2004)
- Petits mythes urbains - serie TV, 1 episodio (2004)
- Commissaire Valence - serie TV, 1 episodio (2004)
- 3 jours en juin - film TV (2005)
- Homicides - serie TV, 1 episodio (2006)
- Ma fille est innocente - film TV (2007)
- Hold Up à l'Italienne - film TV (2008)
- Marie-Octobre - film TV (2008)
- Ticket gagnant - film TV (2009)
- Coup de chaleur - film TV (2010)
- Le 3e jour - film TV (2010)
- Nicolas Le Floch - serie TV, 1 episodio (2010)
- Lili David - film TV (2012)
- Chefs - miniserie TV, 4 episodi (2015)

## Doppiatori italiani
- Sandro Iovino ne Un piano perfetto
- Paolo Marchese in Supercondriaco - Ridere fa bene alla salute
- Ambrogio Colombo ne Un sacchetto di biglie
- Norman Mozzato in A Gang Story